# Yavaraté
Yavaraté est un corregimiento départemental de Colombie, situé dans le département de Vaupés.